# HD 42448
HD 42448，又名CD-44 2452，SAO 217735、HR 2187，是一颗恒星，视星等为6.27，位于銀經251.57，銀緯-25.92，其B1900.0坐标为赤經6h 5m 37.9s，赤緯-44° -25.92′ 21″。